# Aeroportul Barrow County
Aeroportul Barrow County (IATA: WDR, ICAO: KWDR, FAA LID: WDR) este un aeroport din Georgia, Statele Unite ale Americii ce deservește zona Winder⁠(d). Aeroportul a fost tranzitat în 2019 de 10 pasageri.
Situat la o altitudine de 287 m, aeroportul dispune de 2 piste.

## Infrastructură

### Piste
Aeroportul dispune de 2 piste. Pista 05/23 are suprafața de asfalt și dimensiunile 3.610 picioare × 100 picioare. Pista 13/31 are suprafața de asfalt și dimensiunile 5.500 picioare × 100 picioare. 